# Gothaische gelehrte Zeitungen
Gothaische gelehrte Zeitungen war der Titel einer von 1774 bis 1804 erschienenen Rezensionszeitschrift. Es wurden zwei Ausgaben pro Woche in Umlauf gebracht, von 1787 bis 1794 wurden darüber hinaus Ausgaben mit dem Titel „Gothaische gelehrte Zeitungen. Ausländische Literatur“ herausgegeben (jeweils 51 – 52 Stück). Jeweils am Ende des zweiten Halbjahresbandes befand sich ein Register, das im Laufe der Jahre stark wechselnden Charakter annahm.
Die als „Gelehrte Blätter“ oder zeitgenössisch „Ephemeriden“ genannten Journale und Zeitungen, zu denen sich die „Gothaischen gelehrten Zeitungen“ zählten, entstanden in der zweiten Hälfte des 17. Jahrhunderts und übernahmen in einem zuvor unbekannten Maße die Vermittlung von Wissen und Bildung. Aufgrund der allgemeinen Verfügbarkeit und der großen Aktualität kam den gelehrten Zeitschriften und Zeitungen eine Schlüsselrolle bei der Verbreitung der Aufklärung und beim Prozess der bürgerlichen Emanzipation zu. Inhaltlich fanden sich neben den Rezensionen neuer Bücher auch Berichte über wissenschaftliche Entdeckungen und Projekte sowie Nachrichten von gelehrten Institutionen und Personen.

## Geschichte
Die „Gothaischen gelehrten Zeitungen“ wurden 1774 von Emanuel Christoph Klüpfel, Heinrich August Ottokar Reichard, Johann Wilhelm Dumpf, Schack Hermann Ewald und Ludwig Christian Lichtenberg in Gotha gegründet. Als Verleger wurde Carl Wilhelm Ettinger gewonnen. Die Gründer verzichteten zunächst bei den Rezensionen auf jede eigene Wertung und propagierten stattdessen ein Verfahren zweckmäßiger Auszüge aus den besprochenen Texten, sodass sich der Leser selbst eine Meinung bilden sollte. Dies ist vor allem als Reaktion auf die zunehmend wertende und selektive Berichterstattung in vielen anderen gelehrten Blättern der damaligen Zeit zu sehen. Nach nur kurzer Zeit mussten sie diese Strategie auf Drängen der Leser aufgeben und sich dem „modernen“ Rezensionsstil anpassen. Die kritische Stellungnahme gehörte dann auch in den „Gothaischen gelehrten Zeitungen“ zum Programm. Nach Klüpfels Tod 1776 durchlebten die „Gothaischen gelehrten Zeitungen“ eine Krise, die dadurch beendet wurde, dass „eine literarisch-patriotische Gesellschaft [auf das Blatt] wirkte, die sich ‚die gemeinnützige‘ nannte“ (so H.A.O. Reichard in seiner Autobiographie). Viele Mitarbeiter späterer Jahrgänge waren Mitglieder ebendieser Gothaer „Gemeinnützigen Gesellschaft“. Die letzte Ausgabe der „Gothaischen gelehrten Zeitungen“ erschien am 29. Dezember 1804.